# Hans A. Engelhard
Pour les articles homonymes, voir Engelhard.
Hans Arnold Engelhard, né le 16 septembre 1934 à Munich et mort le 11 mars 2008 à Munich, est un homme politique allemand membre du Parti libéral-démocrate (FDP).
Il est le premier ministre fédéral de la Justice de la coalition noire-jaune d'Helmut Kohl et détient le record de longévité à ce poste.

## Biographie
Après avoir obtenu son Abitur en 1954, il s'engage dans des études supérieures de droit à l'Université Friedrich-Alexander d'Erlangen-Nuremberg, qu'il poursuit à l'Université de Munich. En 1963, il réussit son second examen juridique d'État et devient avocat.
Il est décédé dans sa ville natale de Munich le 11 mars 2008, à l'âge de 73 ans.

## Parcours politique

### Au sein du FDP
En 1954, il rejoint le Parti libéral-démocrate (FDP). Il en est élu président dans l'arrondissement de Munich seize ans plus tard, et occupe cette fonction jusqu'en 1982.
Il fait également partie du comité directeur du parti en Bavière, et du comité directeur fédéral.

### Au sein des institutions
Il entre au conseil municipal de Munich en 1970. Deux ans plus tard, il se présente aux élections municipales comme candidat au poste de maire, mais ne s'impose pas. Le 19 novembre 1972, il devient député fédéral de Bavière au Bundestag.
Désigné vice-président du groupe FDP au Bundestag en 1977, Hans A. Engelhard est nommé ministre fédéral de la Justice dans la coalition noire-jaune formée par Helmut Kohl le 4 octobre 1982. Il est reconduit dès l'année suivante, puis en 1987.
Le 18 janvier 1991, il décide de quitter volontairement le gouvernement fédéral, établissant ainsi le record de longévité au ministère fédéral de la Justice avec un mandat de huit ans et trois mois. Il ne se représente pas aux législatives de 1994 et se retire de la vie politique.

## Source
- (de) Cet article est partiellement ou en totalité issu de l’article de Wikipédia en allemand intitulé « Hans A. Engelhard » (voir la liste des auteurs).